# Aarburg
Aarburg là một đô thị ở huyện Zofingen, tổng Aargau, Thụy Sĩ.